# Stanley Peter Dance
Stanley Peter Dance (né en 1932) est un malacologiste et historien des sciences britannique, son ouvrage sur l'histoire de la malacologie fait référence.

## Liste partielle des publications
- 1966 : Shell collecting. An illustrated history, Faber (Londres) : 344 p.
- 1976 : The Shell collector’s Guide. An introduction to the world of shells, David & Charles (Londres) : 192 p.
- 1978 : Faux animaux. Escroqueries et mystifications, Pierre Horay (Paris) : 126 p.  (ISBN 2-7058-0067-0)
- 1986 : A history of shell collecting, Brill (Leyde) : xv + 265 p.  (ISBN 90-04-08063-5)
- 1990 : Les Oiseaux, Celiv : 128 p.  (ISBN 1-85170-388-8)
- 1990 : Mammals, Arch Cape Press (New York) : 128 p.  (ISBN 0-517-02731-3)
- 1990 : avec Geoffrey N. Swinney, Fish, Arch Cape Press (New York) : 128 p.  (ISBN 1-85585-070-2)
- 1990 : The art of natural history, Arch Cape Press (New York) : 224 p.  (ISBN 0-517-69629-0)
- 2003 : Letters on Ornithology, 1804-1815, between George Montagu and Robert Anstice, MMIII : 250 p.  (ISBN 1-872350-68-2)
- 2005 : Out of my shell. A Diversion for shell lovers, C-Shell-3, Inc. (Sanibel Island) : 212 p.